# Astrología babilónica

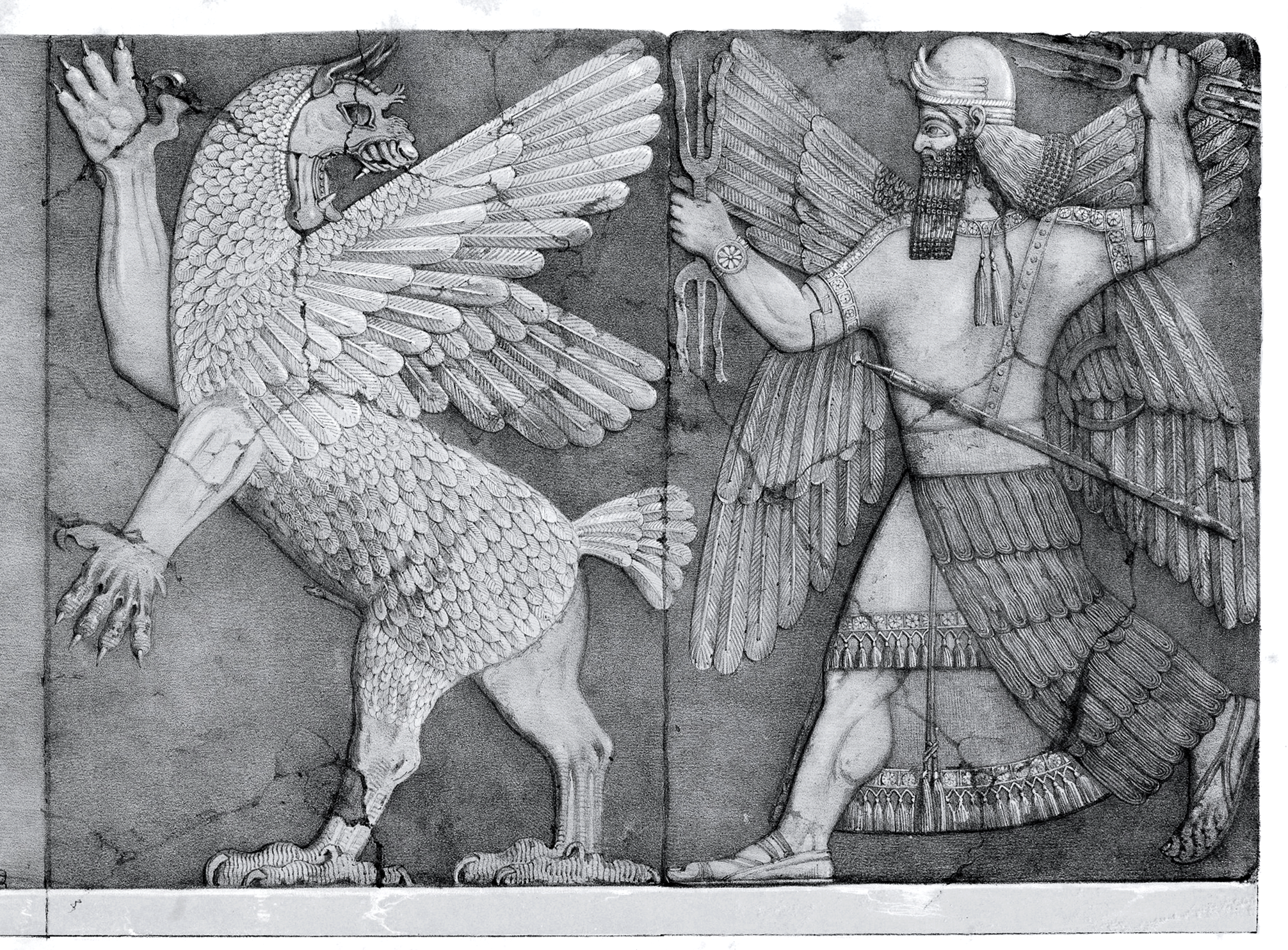
Dios mesopotámico lucha contra grifo. Escena asociada con la batalla de Marduk contra Tiamat

La astrología babilónica fue el primer sistema organizado de astrología conocido, que surgió en el segundo milenio a. C.
En Babilonia, así como en Asiria, como una rama directa de la cultura babilónica, la astrología ocupa su lugar como uno de los dos principales medios a disposición de los sacerdotes (a quienes se les llamaba Bare o "inspectores") para determinar la voluntad y la intención de los dioses, el otro es a través de la inspección de los hígados de los animales de sacrificio (véase presagio).

## Orígenes
Se especula que la astrología de alguna forma apareció en el período sumerio en el tercer milenio antes de Cristo, pero las referencias aisladas a antiguos presagios celestiales que datan de este período no se consideran evidencia suficiente para demostrar una teoría integrada de la astrología.  Por lo tanto, generalmente se informa que la historia de la adivinación celestial académica comienza con los últimos textos de la Antigua Babilonia (c. 1800 a. C.), continuando con los períodos Babilónico Medio y Asirio Medio (c. 1200 a. C.).
En el siglo XVI a. C., el amplio empleo de la astrología basada en presagios se puede evidenciar en la compilación de una obra de referencia integral conocida como Enuma Anu Enlil . Su contenido consistía en 70 tablillas cuneiformes que comprendían 7.000 presagios celestiales. Los textos de esta época también hacen referencia a una tradición oral, sobre cuyo origen y contenido solo se puede especular.  En este momento, la astrología babilónica era únicamente mundana, y antes del siglo VII a. C. la comprensión de la astronomía por parte de los practicantes era bastante rudimentaria. Debido a su incapacidad para predecir con precisión los fenómenos celestes futuros y el movimiento planetario con mucha anticipación, las interpretaciones se realizaron cuando ocurrieron los fenómenos o un poco antes. Sin embargo, en el siglo IV, sus métodos matemáticos habían progresado lo suficiente como para calcular las futuras posiciones planetarias con una precisión razonable, momento en el cual comenzaron a aparecer extensas efemérides.

## Base adivinatoria
La historia de la astrología babilónica muestra el desarrollo del conocimiento astronómico dentro del contexto de la adivinación. Una colección de 32 tablillas con modelos de hígado inscritos, que datan de alrededor de 1875 a. C., son los textos detallados más antiguos que se conocen de la adivinación babilónica, y demuestran el mismo formato de interpretación que el empleado en el análisis de presagios celestiales.  Las imperfecciones y marcas encontradas en el hígado del animal sacrificado se interpretaron como signos simbólicos que presentaban mensajes de los dioses al rey.

También se creía que los dioses se presentaban en las imágenes celestiales de los planetas o estrellas con los que estaban asociados. Por lo tanto, los malos presagios celestiales asociados a cualquier planeta en particular se consideraban indicaciones de insatisfacción o perturbación del dios que ese planeta representaba. Tales indicaciones se encontraron con intentos de apaciguar al dios y encontrar formas manejables por las cuales la expresión del dios pudiera realizarse sin daño significativo para el rey y su nación. Un informe astronómico al rey Esarhaddon sobre el eclipse lunar del 18 de enero de 672 a. C. muestra cómo el uso ritual de reyes sustitutos, o eventos sustitutos, combinó una creencia incuestionable en la magia y los presagios con una visión puramente mecánica de que el evento astrológico debe tener algún tipo de correlación dentro del mundo natural:
... A principios de año vendrá una inundación y romperá los diques. Cuando la Luna haya hecho el eclipse, el rey, mi señor, debe escribirme. Como sustituto del rey, abriré un dique, aquí en Babilonia, en medio de la noche. Nadie lo sabrá.
Ulla Koch-Westenholz, en su libro de 1995 Astrología mesopotámica, argumenta que esta ambivalencia entre una cosmovisión teísta y mecánica define el concepto babilónico de la adivinación celestial como uno que, a pesar de su fuerte dependencia de la magia, permanece libre de implicaciones de castigo dirigido con el propósito de venganza, por lo que "comparte algunos de los rasgos definitorios de la ciencia moderna: es objetiva y libre de valores, opera de acuerdo con reglas conocidas, y sus datos se consideran universalmente válidos y pueden consultarse en tabulaciones escritas". Koch-Westenholz también establece que la distinción más importante entre la antigua astrología babilónica y otras disciplinas adivinatorias es que la primera era originalmente exclusivamente mundana, estaba orientada geográficamente y se aplicaba específicamente a países, ciudades y naciones, y se preocupaba casi por completo por el bienestar del estado y el rey como cabeza gobernante de la nación.

## Planetas y dioses
El Dios Patrono de Babilonia era Marduk, y este dios fue reconocido en la astrología babilónica como el planeta Júpiter. Marduk fue reconocido como el dios más poderoso, pero no como el único dios. Los babilonios eran politeístas, creían en muchos dioses con diferentes propósitos y asociaban ciertos dioses a ciertos planetas.
Los babilonios usaban la astrología horoscópica. Al observar el movimiento estacional del Sol, la Luna y los planetas, los babilonios conectaron sus creencias sobre la intervención divina en su vida cotidiana con el espacio y el tiempo. Pronosticarían sus circunstancias futuras observando el espacio a través del tiempo y relacionando eventos siniestros, como eclipses lunares, con problemas sociales, políticos y ambientales en aspectos de su vida cotidiana, como dar a luz a niños deformes.
Los babilonios creían que las actividades de sus dioses influían en sus propias vidas. Estos eventos celestiales fueron vistos por los babilonios como una intervención divina en sus vidas utilizando la influencia del Sol, la Luna y los planetas, y para comunicar cuándo iban a ocurrir eventos malos o buenos. La astrología horoscópica es importante para las creencias babilónicas, porque asociar el Sol, la Luna y los planetas con sus dioses dio forma a la forma en que los babilonios vivían sus vidas y veían el mundo que los rodeaba. Los paralelos entre los horóscopos y los presagios de la natividad de una Tablilla Seléucida muestran las naturalezas benéficas y maléficas de los planetas en la astrología babilónica. Los babilonios asociaron y crearon sus creencias en torno a los planetas basándose en la naturaleza del dios asociado con él. 'Benéfico' significa "buen hacedor". Un planeta con atributos negativos se clasificaría como Maléfico (que significa "malo-hacedor"). Se creía que los planetas tenían influencias y brindaban orientación a los humanos, mientras vivían sus vidas. La naturaleza del planeta determina si es Benéfico o Maléfico.
Los babilonios dividieron las estrellas fijas en tres grupos: las estrellas de Anu, Enlil y Ea. A qué grupo pertenecían dependía, para la mayoría de ellos, de dónde se elevaban en el horizonte oriental. El horizonte se dividía en los Caminos de Anu, Enlil y Ea.  Esto da referencia a qué dioses los astrólogos babilónicos asociaron con regiones del cielo o el espacio, y es un ejemplo de cómo los dioses estaban asociados con las estrellas y los planetas.
De los planetas se reconocieron cinco —Júpiter, Venus, Saturno, Mercurio y Marte— para nombrarlos en el orden en que aparecen en la literatura cuneiforme más antigua; en textos posteriores, Mercurio y Saturno cambian de lugar.
Estos cinco planetas fueron identificados con los dioses del panteón babilónico de la siguiente manera:
- Júpiter con Marduk,
- Venus con la diosa Ishtar,
- Saturno con Ninurta (Ninib),
- Mercurio con Nabu (Nebo),
- Marte con Nergal.

Se consideraba que los movimientos del Sol, la Luna y los cinco planetas representaban la actividad de los cinco dioses en cuestión, junto con el dios-luna/diosa Sin / Selardi y el dios-Sol Shamash, en la preparación de los acontecimientos en la tierra. Si, por lo tanto, uno podía leer e interpretar correctamente la actividad de estos poderes, uno sabía lo que los dioses se proponían lograr.

## Sistema de interpretación

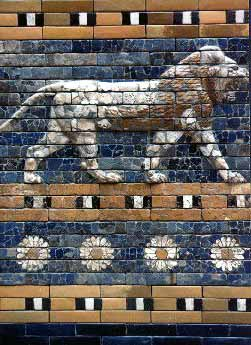
Detalle de la Puerta de Ishtar en Babilonia.

En consecuencia, los sacerdotes babilónicos se dedicaron a la tarea de perfeccionar un sistema de interpretación de los fenómenos que debían observarse en los cielos , y era natural que el sistema se extendiera desde la luna , el sol y los cinco planetas hasta las estrellas fijas más prominentes y reconocibles.
Las interpretaciones mismas se basaron (como en el caso de la adivinación a través del hígado) principalmente en dos factores:
- En el recuerdo o en constancia escrita de lo que en el pasado había acontecido cuando se observó el fenómeno o fenómenos de que se trate, y
- Asociación de ideas, que a veces implica simplemente un juego de palabras, en relación con el fenómeno o fenómenos observados.

Así, si en cierta ocasión, la salida de la luna nueva en un cielo nublado fue seguida por la victoria sobre un enemigo o por lluvias copiosas, la señal en cuestión quedó así probada como favorable y su reaparición se consideraría desde entonces como un buen augurio , aunque el pronóstico no se limitaría necesariamente a uno u otro de esos sucesos, sino que podría extenderse para aplicarse a otras circunstancias.
Por otro lado, la aparición de la luna nueva antes de lo esperado se consideró desfavorable, pronosticando en un caso derrota, en otro muerte entre el ganado, en un tercero malas cosechas, no necesariamente porque estos eventos realmente ocurrieron después de tal fenómeno. , sino por una aplicación del principio general que se basa en la asociación de ideas por el cual cualquier cosa prematura sugeriría un acontecimiento desfavorable.
De esta manera se reunió una masa de interpretación tradicional de todo tipo de fenómenos observados, y una vez reunida se convirtió en una guía para los sacerdotes de todos los tiempos. Sin embargo, no todas estas ideas todavía se usan en la astrología tal como se practica hoy en día.

### Medicina astral
La astrología también fue increíblemente importante en una práctica conocida como medicina astral. Según un texto de calendario descubierto, perteneciente a un sacerdote mašmaššu del período babilónico tardío de Uruk llamado Iqīšâ, se crean diferentes remedios para los pacientes para diferentes días, dependiendo de la fecha.
| 1  | Aries       | 7  | Sangre de oveja, grasa de oveja, y pelo de oveja se unta.                   |
| 2  | Capricornio | 14 | Sangre de cabra, grasa de cabra, y pelo de cabra, se unta.                  |
| 3  | Libra       | 21 | "Espacio en blanco", se unta.                                               |
| 4  | Cáncer      | 28 | Sangre de cangrejo, o grasa de cangrejo se unta.                            |
| 5  | Tauro       | 5  | Sangre de toro, grasa de toro, o pelo de toro se unta.                      |
| 6  | Acuario     | 12 | Cabeza, alas y sangre de águila se unta.                                    |
| 7  | Escorpio    | 19 | "Espacio en blanco", se unta.                                               |
| 8  | Leo         | 26 | Sangre de león, grasa de león o pelo de león, se unta.                      |
| 9  | Géminis     | 3  | Cabeza de gallo, sangre y alas, se unta.                                    |
| 10 | Piscis      | 10 | Cabeza y sangre de paloma, cabeza y sangre de golondrina se unta.           |
| 11 | Sagitario   | 17 | Cabeza de Anzu(-ave?), alas de Anzu(-ave?), sangre de Anzu(-ave?), se unta. |
| 12 | Virgo       | 24 | šigušu-harina de cebada, cabeza y alas de cuervo, se unta.                  |

Steele reconoce que es muy posible que la práctica de la medicina astral no sea más que una práctica teórica, ideada por estudiosos de la época. Dado que varias de las partes habrían sido costosas o imposibles de obtener para el babilónico promedio, esto plantea dos situaciones posibles. Es muy posible que todo el concepto de medicina astral en términos del "texto de calendario" y otras fuentes similares fuera, como se dijo anteriormente, simplemente teoría y nunca tuvo la intención de un uso real. Sin embargo, la medicina babilónica contiene una tradición conocida como "Dreckapotheke", en la que los nombres de los ingredientes comunes reciben nombres que a menudo suenan desagradables. También está dentro del ámbito de la posibilidad que los ingredientes enumerados en el texto de calendario sigan esta tradición.
| Signo del Zodíaco | Nombre usual babilonio   | Ingrediente              |
| ----------------- | ------------------------ | ------------------------ |
| Aries             | El hombre contratado     | Oveja                    |
| Tauro             | Las estrellas (Pleyades) | Toro                     |
| Géminis           | Los mellizos             | El gallo                 |
| Cáncer            | El cangrejo              | Cangrejo                 |
| Leo               | El león                  | León                     |
| Virgo             | El tallo de cebada       | Harina de cebada, cuervo |
| Libra             | La balanza               | "vacío"                  |
| Escorpio          | El escorpión             | "vacío"                  |
| Sagitario         | Pabilsag                 | Ave-Anzu                 |
| Capricornio       | El pez-cabra             | Cabra                    |
| Acuario           | El grande                | Äguila                   |
| Piscis            | Las colas                | Paloma, golondrina       |

### Astrología y calendario

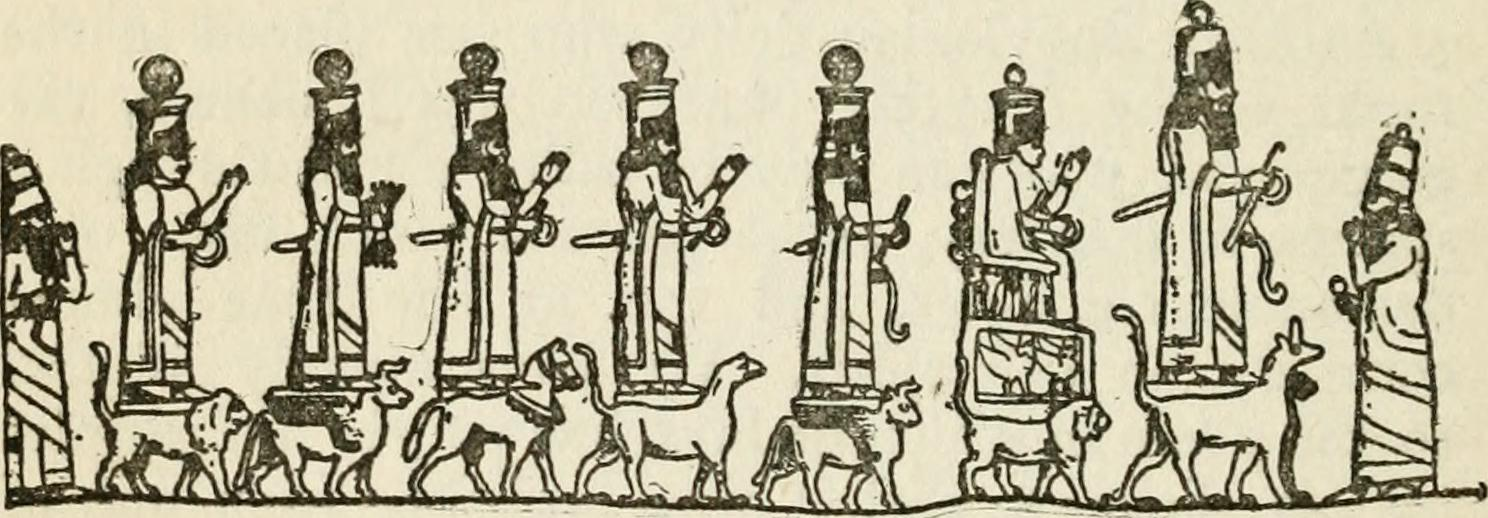
(De derecha a izquierda) Ashur, Ishtar, Sin, Enlil, Shamash, Adad e Ishtar de Arbela flanqueados por dos adoradores de las estrellas.

El calendario y la astrología estaban muy interconectados. Al crear el calendario para el siguiente mes o año, era importante tener en cuenta dónde caerían los festivales importantes y otras actividades religiosas. Parece que cuatro países cercanos y circundantes contribuían a cada año civil de doce meses: Elam, Amurru, Subartu y Akkad. Los meses se dividían en grupos de tres, alternados por cuatro, repartidos equitativamente entre las cuatro tierras. Los meses primero, quinto y noveno pertenecían a Acad; el segundo, sexto y décimo, a Elam; el tercero, séptimo y undécimo, a Amurru; y el cuarto, octavo y duodécimo, a Subartu. Los días de cada mes siguen el mismo patrón, comenzando con uno para Akkad, dos para Elam, tres para Amurru, cuatro para Subartu, cinco para Akkad, y así sucesivamente. Como los calendarios eran creados a menudo por los sacerdotes, se limitaban los meses que vendrían con acontecimientos más bien desfavorables, especialmente priorizando contra los eclipses y las lunas nuevas; esta práctica también se trasladó a la programación de los días de cada mes. La luna era bastante importante para los pueblos mesopotámicos, y a menudo era en lo que basaban su calendario. Los presagios lunares estaban entre los más comunes y, la mayoría de las veces, se basaban en eclipses más que en la simple visibilidad. Las deidades de Mesopotamia se asociaban con determinadas horas, días y meses.
En la creencia más mitológica, al final de cada día, el dios del sol, Shamash, se retiraba al "regazo del cielo" para descansar.

## Asurbanipal
Asurbanipal fue un rey de Asiria que gobernó en el siglo VII a. C. del 668 al 625 A.C. Fue famoso por reunir una gran biblioteca de tablillas cuneiformes en Nínive sobre temas de astrología, historia, mitología y ciencia. Algunos de los astrólogos de Asurbanipal, como Rammanu-sumausar y Nabu-musisi, se volvieron tan expertos en deducir presagios de los movimientos diarios de los planetas que existió un sistema de hacer informes periódicos al rey. Por lo tanto, Asurbanipal recibió mensajeros rápidos que detallaban "todos los acontecimientos en el cielo y la tierra" en todo su reino y los resultados de los exámenes de su astrólogo. Luego usó esta información como un arma política y para el funcionamiento práctico del día a día de su reino. Después de su muerte, Nínive cayó en manos de los medos y los babilonios caldeos, y la biblioteca de Asurbanipal fue destruida o dispersada.